# Dérivateur d'antenne
Un dérivateur d'antenne est un accessoire normalisé, blindé, à connectique "F", rencontré dans la distribution d'un signal de télévision terrestre VHF-UHF et BIS dans les antennes collectives de télévision. Il ne doit pas être amalgamé avec un répartiteur d'antenne.

## Description
Le dérivateur sert, comme son nom l'indique, à dériver, souvent au niveau des étages, une distribution dite « en épine dorsale », sur 1 ou 2 sorties latérales (voire 3 ou 4 sorties) + 1 entrée et 1 départ pour les étages inférieurs.
Comme son cousin, le répartiteur, il est généralement fait pour les fréquences 40 à 860 MHz ou de 5 à 2 400 MHz, mais il est surtout employé par les antennistes dans les plus grandes antennes collectives.